# Hans Frohwein

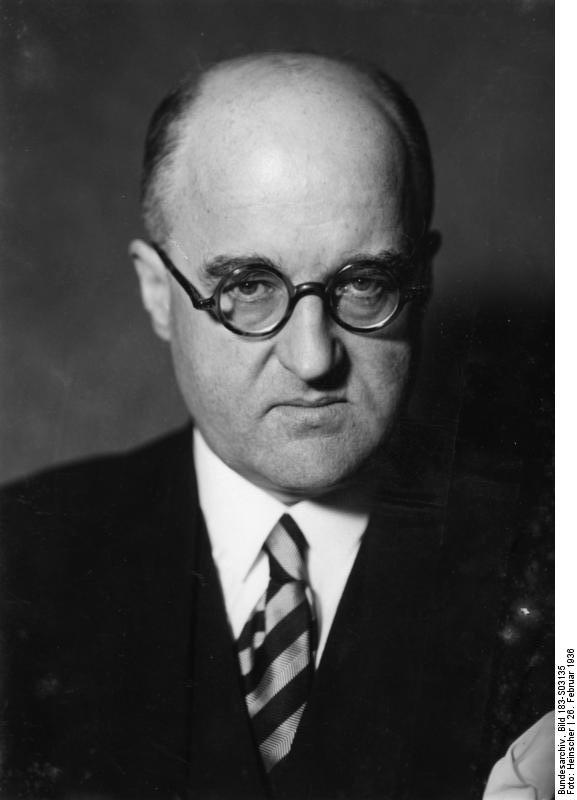
Hans Frohwein (1936)

Hans Frohwein (* 8. April 1887 in Mainz; † 5. August 1956 in Wiesbaden) war ein deutscher Diplomat.

## Leben
Hans Frohwein studierte zunächst an der Ruprecht-Karls-Universität Heidelberg Rechtswissenschaft.
Wie Leon Warschawsky wurde er 1905 im Corps Suevia Heidelberg recipiert. Als Inaktiver wechselte er an die Friedrich-Wilhelms-Universität zu Berlin und die Philipps-Universität Marburg. Er bestand das Assessorexamen und wurde 1910 in Heidelberg zum Dr. iur. promoviert. Im Deutschen Heer (Deutsches Kaiserreich) nahm er am Ersten Weltkrieg teil. Danach war er kurze Zeit im Preußischen Justizministerium und als Richter am Landgericht Frankfurt am Main tätig, bevor er 1921 in den Diplomatischen Dienst aufgenommen wurde. Nach erster Tätigkeit in der deutschen Botschaft in Rom wurde er 1923 zum Legationsrat 1. Klasse befördert. 1924–1926 war Frohwein an das deutsche Generalkonsulat in New York abgeordnet. Er war danach im Auswärtigen Amt in Berlin tätig und wurde 1932/33 Generalsekretär der Deutschen Delegation bei der Genfer Abrüstungskonferenz. Von 1936 bis 1940 vertrat er als Gesandter das Deutsche Reich in Estland. Zum 1. März 1937 war er in die NSDAP eingetreten (Mitgliedsnummer 3.810.741). 1941 wurde er in die Deutsche Waffenstillstandskommission (1940–1944) in Paris entsandt. Frohwein war bis 1945 im Auswärtigen Amt und ab 1946 als Wirtschaftsjurist in Wiesbaden tätig.